# Дем'янчук Михайло Васильович
Дем'янчу́к Миха́йло Васи́льович (1897 , Скалат, Королівство Галичини та Володимирії, Австро-Угорщина  — невідомо ) — український радянський діяч. Депутат Верховної Ради УРСР 1-го скликання (1940–1947).

## Біографія
Народився в 1897 році в Скалаті в бідній багатодітній родині. Батько працював на місцевій броварні, помер 1900 року. Закінчивши п'ять класів народної школи, Михайло з 11 років поступив у найми до місцевого землевласника Розенштока. Під час Першої Світової війни працював на будовах шосейних доріг.
З 1928 року — член підпільної Комуністичної партії Західної України (КПЗУ). Декілька разів за політичну діяльність його заарештовувала  польська поліція; відбував покарання у в'язницях Снятина, Тернополя, Підволочиська.
Після анексії Західної України Радянським Союзом в 1939 році — голова Скалатської міської Ради, з кінця 1940 року — заступник голови виконкому Скалатської районної Ради депутатів трудящих. 
24 березня 1940 року обраний депутатом Верховної Ради УРСР 1-го скликання по Скалатському виборчому округу № 376 Тарнопільської області.
З початком німецько-радянської війни з родиною евакуювався до Башкирської АРСР, де призваний до лав Червоної Армії. 22 квітня 1944 року демобілізований і скерований спочатку до Збаража, а пізніше до Скалата, де станом на травень 1945 року обіймав попередню посаду.
Кандидат у члени ВКП(б) — з 1945 року.